# 張士純
張士純（？—？），字誠叔，號履素，浙江湖州府吉安州人，匠籍，明朝政治人物。

## 生平
嘉靖二十八年（1549年）己酉科浙江鄉試第八十一名舉人。嘉靖三十八年（1559年）中式己未科會試第一百十一名，三甲第五十一名進士。授内黄县知县，四十一年十一月选授礼科给事中，四十五年四月升户科右，七月升广东按察司佥事，平海寇林容等，隆慶四年（1571年）五月升广西布政使司右参议。

## 家族
曾祖張宗敏；祖父張洪；父張茂，母陳氏。具慶下。